# アル＝マクリーズィー
アル＝マクリーズィー（アラビア語: تقى الدين أحمد بن على بن عبد القادر بن محمد المقريزى、Taqi al-Din Abu al-Abbas Ahmad ibn 'Ali ibn 'Abd al-Qadir ibn Muhammad al-Maqrizi、1364年 - 1442年）は、マムルーク朝時代のエジプトの歴史家。
マクリーズィーが生きた時代のエジプトはマムルーク軍閥の抗争、ペストの流行による社会・経済の危機に直面し、彼自身もその混乱の中に身を置いていた。著作の中で社会変化を克明に書いた点において、他のイスラーム世界の歴史家よりも優れていると評価される。彼の著作は、エジプト史を研究する上で重要な史料として利用されている。

## 生涯
1364年にカイロの学者の家に誕生する。マクリーズィーは預言者ムハンマドの子孫を自称して、カリフ・アリーの子の一人フサインの末裔に連なる家系の出身であると主張していた。ハナフィー派やシャーフィイー派の法学を学んだ後、メッカに遊学した。
1382年にマクリーズィーはカイロに来訪したイブン・ハルドゥーンの講義を聴講し、大きな衝撃を受けた。以来マクリーズィーはハルドゥーンを「我らが師」と呼び、多くの学問を教わった。
マクリーズィーは最初政府の公文書係を務め、1399年に市場の監督官に任じられた。モスクの説教師、マドラサ（神学校）の教師を歴任し、1407年/08年にダマスカスに移った。ダマスカスではヌーリー病院の管理業務の傍らで、マドラサで歴史学・伝承学を講義した。
1417年にカイロに戻り、公職を辞して著述活動に専念した。隠棲後のマクリーズィーは、没前まで他人の元を訪れることすらほとんど無かったと伝えられている。1442年に生地のカイロで没した。遺体はカイロのナスル門の外の墓地に埋葬された。

## 著作
マクリーズィーの著作は地誌、年代記、伝記から各種テーマ史まで多岐にわたり、小論で扱ったテーマには貨幣、遊牧、巡礼、エチオピア史、ハチなどがある。マクリーズィーは歴史記述において、過去の著書からの引用、古老から収集した伝聞、自身の体験の3つを区分した。
師と仰いだイブン・ハルドゥーンから強い影響を受け、歴史学の修得には、ギリシャ哲学の系譜に連なる「叡智の学問」とイスラーム諸学の「伝統の学問」の両方に精通していることを前提とするハルドゥーンの思想を踏襲している。イブン・ハルドゥーンの著作『歴史序説』に相当する作品として『エジプト誌』を執筆し、さらにハルドゥーンの『歴史』の2部と3部にあたる作品としてファーティマ朝の年代記『敬虔なムスリムの忠告』、アイユーブ朝とマムルーク朝にかけての年代記『諸王朝の知識の旅』を書き上げた。また、ハルドゥーンの思想のほかに、監督官時代の実務経験も著作内の社会観に影響を及ぼしたと考えられている。しかし、彼の作品は百科事典的で内容が乏しいとも評され、同時代人からは先人の著作からの剽窃を批判された。
『街区と遺跡の叙述による警告と省察の書』（al-Mawāʿiẓ wa-l-iʿtibār bidhikr al-khitat wa-l-āthār）、略称『エジプト誌』（Khitat）は、イスラーム初期からのエジプトの歴史、地誌を記した。序文はハルドゥーンの『歴史序説』の序文と酷似しており、彼はその序文において作品の構成を7部に分けた。
1. エジプトの地理、ナイルの状態、租税、山岳地帯
2. 諸都市と住民の情報
3. フスタートとその支配者たち
4. カイロの情報、歴代カリフおよび遺跡
5. カイロとその郊外の状態
6. 城塞とその支配者たち
7. エジプトの荒廃をもたらした諸原因

うち7巻の「エジプトの荒廃をもたらした諸原因」は『エジプト誌』に含まれておらず、1404年のペスト流行をきっかけに書かれた『災禍を取り除くことによるエジプト社会救済の書』が7巻に相当する。『エジプト誌』は1853年/54年にブーラーク版、20世紀初頭にガストン・ヴィエトが手掛けたカイロ版、1959年にベイルート版が出版された。精密な校訂と注釈、ポール・ペリオによる補注が付加されたカイロ版が最良のものとされているが、カイロ版は未完に終わった。
『諸王朝の知識の旅』（Kitāb al-sulūk）は、死の前年まで書き続けられた年代記である。宮廷生活と戦闘の記述に終始する多くのイスラーム世界の年代記と異なり、経済や都市生活についての記述が多い点に特徴がある。